# Étalante
Étalante is een gemeente in het Franse departement Côte-d'Or (regio Bourgogne-Franche-Comté) en telt 138 inwoners (2005). De plaats maakt deel uit van het arrondissement Montbard.

## Geografie
De oppervlakte van Étalante bedraagt 37,0 km², de bevolkingsdichtheid is 3,7 inwoners per km².
De onderstaande kaart toont de ligging van Étalante met de belangrijkste infrastructuur en aangrenzende gemeenten.

## Demografie
Onderstaande figuur toont het verloop van het inwonertal (bron: INSEE-tellingen).